# Caratê nos Jogos Asiáticos de 2022
O caratê nos Jogos Asiáticos de 2022 foi realizado no Ginásio do Centro Esportivo Linping [en], na cidade de Hangzhou, na China, entre os dias 5 a 8 de outubro de 2023.

## Cronograma
| P | Rodadas preliminares e repescagem | F | Finais |

| Evento↓/Data →             | 5ª Qui | 5ª Qui | 6ª Sex | 6ª Sex | 7ª Sáb | 7ª Sáb | 8ª Dom | 8ª Dom |
| -------------------------- | ------ | ------ | ------ | ------ | ------ | ------ | ------ | ------ |
| Kata masculino             | P      | F      |        |        |        |        |        |        |
| Kata por equipes masculino |        |        |        |        |        |        | P      | F      |
| Kumite masculino 60 kg     |        |        | P      | F      |        |        |        |        |
| Kumite masculino 67 kg     |        |        |        |        | P      | F      |        |        |
| Kumite masculino 75 kg     | P      | F      |        |        |        |        |        |        |
| Kumite masculino 84 kg     |        |        |        |        | P      | F      |        |        |
| Kumite masculino +84 kg    |        |        | P      | F      |        |        |        |        |
| Kata feminino              | P      | F      |        |        |        |        |        |        |
| Kata por equipes feminino  |        |        | P      | F      |        |        |        |        |
| Kumite feminino 50 kg      |        |        |        |        |        |        | P      | F      |
| Kumite feminino 55 kg      |        |        |        |        | P      | F      |        |        |
| Kumite feminino 61 kg      |        |        | P      | F      |        |        |        |        |
| Kumite feminino 68 kg      | P      | F      |        |        |        |        |        |        |
| Kumite feminino +68 kg     |        |        |        |        | P      | F      |        |        |

## Medalhistas

### Masculino
| Event            | Ouro                                            | Prata                                               | Bronze                                                        |
| ---------------- | ----------------------------------------------- | --------------------------------------------------- | ------------------------------------------------------------- |
| Kata             | Kazumasa Moto JPN Japão                         | Kuok Kin Hang MAC Macau                             | Park Hee-jun KOR Coreia do Sul                                |
| Kata             | Kazumasa Moto JPN Japão                         | Kuok Kin Hang MAC Macau                             | Salman Al-Mosawi KUW Kuwait                                   |
| Kata por equipes | JPN Japão Koji Arimoto Kazumasa Moto Ryuji Moto | MAC Macau Cheang Pei Lok Fong Man Hou Kuok Kin Hang | IRQ Iraque Pazhar Mahdi Binar Mustafa Yousif Salam            |
| Kata por equipes | JPN Japão Koji Arimoto Kazumasa Moto Ryuji Moto | MAC Macau Cheang Pei Lok Fong Man Hou Kuok Kin Hang | KUW Kuwait Mohammad Al-Mosawi Salman Al-Mosawi Mohammad Bader |
| Kumite −60 kg    | Kaisar Alpysbay KAZ Cazaquistão                 | Abdullah Shaaban KUW Kuwait                         | Abdullah Hammad JOR Jordânia                                  |
| Kumite −60 kg    | Kaisar Alpysbay KAZ Cazaquistão                 | Abdullah Shaaban KUW Kuwait                         | Siwakon Muekthong THA Tailândia                               |
| Kumite −67 kg    | Fahed Al-Ajmi KUW Kuwait                        | Abdelrahman Al-Masatfa JOR Jordânia                 | Baýry Baýryýew TKM Turcomenistão                              |
| Kumite −67 kg    | Fahed Al-Ajmi KUW Kuwait                        | Abdelrahman Al-Masatfa JOR Jordânia                 | Didar Amirali KAZ Cazaquistão                                 |
| Kumite −75 kg    | Nurkanat Azhikanov KAZ Cazaquistão              | Hasan Masarweh JOR Jordânia                         | Nazim Nurlanov KGZ Quirguistão                                |
| Kumite −75 kg    | Nurkanat Azhikanov KAZ Cazaquistão              | Hasan Masarweh JOR Jordânia                         | Ignatius Joshua Kandou INA Indonésia                          |
| Kumite −84 kg    | Arif Afifuddin MAS Malásia                      | Daniyar Yuldashev KAZ Cazaquistão                   | Đỗ Thành Nhân VIE Vietnã                                      |
| Kumite −84 kg    | Arif Afifuddin MAS Malásia                      | Daniyar Yuldashev KAZ Cazaquistão                   | Mohammad Al-Jafari JOR Jordânia                               |
| Kumite +84 kg    | Sajjad Ganjzadeh IRI Irã                        | Adilet Shadykanov KGZ Quirguistão                   | Tareg Hamedi KSA Arábia Saudita                               |
| Kumite +84 kg    | Sajjad Ganjzadeh IRI Irã                        | Adilet Shadykanov KGZ Quirguistão                   | Teerawat Kangtong THA Tailândia                               |

### Feminino
| Event            | Ouro                                                           | Prata                                                                         | Bronze                                                        |
| ---------------- | -------------------------------------------------------------- | ----------------------------------------------------------------------------- | ------------------------------------------------------------- |
| Kata             | Kiyou Shimizu JPN Japão                                        | Lovelly Anne Robberth MAS Malásia                                             | Sakura Alforte PHI Filipinas                                  |
| Kata             | Kiyou Shimizu JPN Japão                                        | Lovelly Anne Robberth MAS Malásia                                             | Grace Lau HKG Hong Kong                                       |
| Kata por equipes | VIE Vietnã Lưu Thị Thu Uyên Nguyễn Ngọc Trâm Nguyễn Thị Phương | MAS Malásia Naccy Nelly Evvaferra Lovelly Anne Robberth Niathalia Sherawinnie | BRU Brunei Rodhyatul Adhwanna Farhana Najeeha Farhah Syahirah |
| Kata por equipes | VIE Vietnã Lưu Thị Thu Uyên Nguyễn Ngọc Trâm Nguyễn Thị Phương | MAS Malásia Naccy Nelly Evvaferra Lovelly Anne Robberth Niathalia Sherawinnie | CAM Camboja Oun Sreyda Puthea Sreynuch That Chhenghorng       |
| Kumite −50 kg    | Gu Shiau-shuang TPE Taipé Chinês                               | Moldir Zhangbyrbay KAZ Cazaquistão                                            | Hawraa Al-Ajmi UAE Emirados Árabes Unidos                     |
| Kumite −50 kg    | Gu Shiau-shuang TPE Taipé Chinês                               | Moldir Zhangbyrbay KAZ Cazaquistão                                            | Sara Bahmanyar IRI Irã                                        |
| Kumite −55 kg    | Sevinch Rakhimova UZB Uzbequistão                              | Ku Tsui-ping TPE Taipé Chinês                                                 | Fatemeh Saadati IRI Irã                                       |
| Kumite −55 kg    | Sevinch Rakhimova UZB Uzbequistão                              | Ku Tsui-ping TPE Taipé Chinês                                                 | Ding Jiamei CHN China                                         |
| Kumite −61 kg    | Gong Li CHN China                                              | Nguyễn Thị Ngoan VIE Vietnã                                                   | Assel Kanay KAZ Cazaquistão                                   |
| Kumite −61 kg    | Gong Li CHN China                                              | Nguyễn Thị Ngoan VIE Vietnã                                                   | Kymbat Toitonova KGZ Quirguistão                              |
| Kumite −68 kg    | Li Qiaoqiao CHN China                                          | Laura Alikul KAZ Cazaquistão                                                  | Đinh Thị Hương VIE Vietnã                                     |
| Kumite −68 kg    | Li Qiaoqiao CHN China                                          | Laura Alikul KAZ Cazaquistão                                                  | Hala Al-Qadi PLE Palestina                                    |
| Kumite +68 kg    | Sofya Berultseva KAZ Cazaquistão                               | Arika Gurung NEP Nepal                                                        | Joud Al-Drous JOR Jordânia                                    |
| Kumite +68 kg    | Sofya Berultseva KAZ Cazaquistão                               | Arika Gurung NEP Nepal                                                        | Yuzuki Sawae JPN Japão                                        |

## Nações participantes
Um total de 205 atletas de 35 nações competiram no caratê nos Jogos Asiáticos de 2022:
- AFG Afeganistão (2)
- BAN Bangladesh (5)
- BHU Butão (2)
- BRU Brunei (4)
- CAM Camboja (10)
- CHN China (4)
- TPE Taipé Chinês (8)
- HKG Hong Kong (9)
- INA Indonésia (8)
- IRI Irã (8)
- IRQ Iraque (3)
- JPN Japão (10)
- JOR Jordânia (8)
- KAZ Cazaquistão (8)
- KUW Kuwait (7)
- KGZ Quirguistão (7)
- LAO Laos (2)
- MAC Macau (10)
- MAS Malásia (10)
- NEP Nepal (8)
- PRK Coreia do Norte (1)
- PAK Paquistão (4)
- PLE Palestina (2)
- PHI Filipinas (7)
- QAT Catar (3)
- KSA Arábia Saudita (5)
- KOR Coreia do Sul (7)
- SRI Sri Lanka (2)
- TJK Tajiquistão (3)
- THA Tailândia (8)
- TLS Timor-Leste (3)
- TKM Turcomenistão (4)
- UAE Emirados Árabes Unidos (3)
- UZB Uzbequistão (8)
- VIE Vietnã (12)

## Tabela geral de medalhas
| Pos.                | País                         | Ouro | Prata | Bronze | Total |
| ------------------- | ---------------------------- | ---- | ----- | ------ | ----- |
| 1                   | Cazaquistão (KAZ)            | 3    | 3     | 2      | 8     |
| 2                   | Japão (JPN)                  | 3    | 0     | 1      | 4     |
| 3                   | China (CHN)                  | 2    | 0     | 1      | 3     |
| 4                   | Malásia (MAS)                | 1    | 2     | 0      | 3     |
| 5                   | Kuwait (KUW)                 | 1    | 1     | 2      | 4     |
| 5                   | Vietnã (VIE)                 | 1    | 1     | 2      | 4     |
| 7                   | Taipé Chinês (TPE)           | 1    | 1     | 0      | 2     |
| 8                   | Irã (IRI)                    | 1    | 0     | 2      | 3     |
| 9                   | Uzbequistão (UZB)            | 1    | 0     | 0      | 1     |
| 10                  | Jordânia (JOR)               | 0    | 2     | 3      | 5     |
| 11                  | Macau (MAC)                  | 0    | 2     | 0      | 2     |
| 12                  | Quirguistão (KGZ)            | 0    | 1     | 2      | 3     |
| 13                  | Nepal (NEP)                  | 0    | 1     | 0      | 1     |
| 14                  | Tailândia (THA)              | 0    | 0     | 2      | 2     |
| 15                  | Arábia Saudita (KSA)         | 0    | 0     | 1      | 1     |
| 15                  | Brunei (BRU)                 | 0    | 0     | 1      | 1     |
| 15                  | Camboja (CAM)                | 0    | 0     | 1      | 1     |
| 15                  | Coreia do Sul (KOR)          | 0    | 0     | 1      | 1     |
| 15                  | Emirados Árabes Unidos (UAE) | 0    | 0     | 1      | 1     |
| 15                  | Filipinas (PHI)              | 0    | 0     | 1      | 1     |
| 15                  | Hong Kong (HKG)              | 0    | 0     | 1      | 1     |
| 15                  | Indonésia (INA)              | 0    | 0     | 1      | 1     |
| 15                  | Iraque (IRQ)                 | 0    | 0     | 1      | 1     |
| 15                  | Palestina (PLE)              | 0    | 0     | 1      | 1     |
| 15                  | Turcomenistão (TKM)          | 0    | 0     | 1      | 1     |
| Total (25 entradas) | Total (25 entradas)          | 14   | 14    | 28     | 56    |